# كأس السوبر الأندوري
كأس السوبر الأندوري (بالكتالانية: Supercopa Andorrana de Futbol) هي بطولة في رياضة كرة القدم في أندورا منذ عام 2003. وهي عبارة عن مباراة واحدة تكون قبل بداية الموسم الجديد بين بطل كأس أندورا والفائز ببطولة الدوري.

ويحمل فريقي سانتا كولوما وسانت الرقم القياسي لعدد الألقاب حتى الآن بخمسة ألقاب لكل منهما، بالإضافة إلى لقبين متتاليين لنادي لوسيتانوس ولقب وحيد لنادي رانجرز.

## المباريات
| العام | الفائز       | النتيجة             | الوصيف       | التاريخ        |
| ----- | ------------ | ------------------- | ------------ | -------------- |
| 2003  | سانتا كولوما | 3–2 (ب.و.أ)         | سانت         | 14 سبتمبر 2003 |
| 2004  | سانت         | 2–1                 | سانتا كولوما | 12 سبتمبر 2004 |
| 2005  | سانتا كولوما | 1–0                 | سانت         | 18 سبتمبر 2005 |
| 2006  | رانجرز       | 4–3 (ب.و.أ)         | سانتا كولوما | 17 سبتمبر 2006 |
| 2007  | سانتا كولوما | 1–0                 | رانجرز       | 16 سبتمبر 2007 |
| 2008  | سانتا كولوما | 3–0                 | سانت         | 14 سبتمبر 2008 |
| 2009  | سانت         | 2–1                 | سانتا كولوما | 13 سبتمبر 2009 |
| 2010  | سانت         | 3–2 (ب.و.أ)         | سانتا كولوما | 11 سبتمبر 2010 |
| 2011  | سانت         | 4–3                 | سانتا كولوما | 11 سبتمبر 2011 |
| 2012  | لوسيتانوس    | 2–1                 | سانتا كولوما | 16 سبتمبر 2012 |
| 2013  | لوسيتانوس    | 1–0                 | إسبورتيفا    | 15 سبتمبر 2013 |
| 2014  | سانت         | 1–0 (ب.و.أ)         | سانتا كولوما | 14 سبتمبر 2014 |
| 2015  | سانتا كولوما | 1–1 (ب.و.أ) (5–4 ر) | سانت         | 20 سبتمبر 2015 |
| 2016  | إسبورتيفا    | 1–0                 | سانتا كولوما | 11 سبتمبر 2016 |

## مشاركات الفرق
| الفريق         | البطل | الوصيف | أعوام الفوز بالبطولة             | أعوام كونه وصيفًا                                      |
| -------------- | ----- | ------ | -------------------------------- | ----------------------------------------------------- |
| سانتا كولوما   | 5     | 8      | 2003 ، 2005 ، 2007 ، 2008 ، 2015 | 2004 ، 2006 ، 2009 ، 2010 ، 2011 ، 2012 ، 2014 ، 2016 |
| سانت           | 5     | 4      | 2004 ، 2009 ، 2010 ، 2011 ، 2014 | 2003 ، 2005 ، 2008 ، 2015                             |
| نادي لوسيتانوس | 2     | —      | 2012 ، 2013                      | —                                                     |
| رانجرز         | 1     | 1      | 2006                             | 2007                                                  |
| إسبورتيفا      | 1     | 1      | 2016                             | 2013                                                  |

## أرقام قياسية
الأكثر فوزًا: 5
- سانتا كولوما (2003 ، 2005 ، 2007 ، 2008 ، 2015)
- سانت (2004 ، 2009 ، 2010 ، 2011 ، 2014)

الأكثر مشاركة: 13
- سانتا كولوما (2003 ، 2004 ، 2005 ، 2006 ، 2007 ، 2008 ، 2009 ، 2010 ، 2011 ، 2012 ، 2014 ، 2015 ، 2016)

الفوز المتتالي بالبطولة: 3
- سانت (2009 ، 2010 ، 2011)

المشاركات المتتالية بالبطولة: 10
- سانتا كولوما (2003 ، 2004 ، 2005 ، 2006 ، 2007 ، 2008 ، 2009 ، 2010 ، 2011 ، 2012)

أكبر انتصار:
- سانتا كولوما 3–0 سانت (2008)